# 饅頭蟹總科
饅頭蟹總科（Calappoidea） 是短尾下目下的一個超科，下分饅頭蟹科和黎明蟹科。 其化石記錄最早可追溯到阿普第阶。